# Wanderers Special Club
Il Wanderers Special Club è stato una società calcistica di Auckland, in Nuova Zelanda. Nacque per fornire giocatori alla Nazionale Under-20 di calcio della Nuova Zelanda in occasione del Mondiale U-20 2015 che si sarebbe tenuto in Nuova Zelanda, perciò in tale squadra venivano accettati solo giocatori di età inferiore ai 20 anni. Prese parte al New Zealand Football Championship 2013-2014, sostituendo il Manawatu United. Si ritirò dalla competizione al termine del campionato 2014-2015.